# Sudenburg
Sudenburg ist ein im Südwesten gelegener Stadtteil Magdeburgs mit einer Größe von 5,291 km² und 18.076 Einwohnern (Stand 31. Dezember 2021).

## Lage
Die östliche Grenze Sudenburgs ist mit dem Verlauf des Magdeburger Rings (Bundesstraße 71) identisch. Südlich der Brenneckestraße schließt sich der Stadtteil Lemsdorf an, und jenseits der Klinke liegt der Stadtteil Ottersleben. Den Abschluss nach Norden bildet die Bahnstrecke Braunschweig–Magdeburg, an der auch der Bahnhof Magdeburg-Sudenburg liegt. Zum Stadtteil gehören die Siedlungen Friedenshöhe, Goethesiedlung und Hansapark.

## Infrastruktur
Von Osten nach Westen geht der Stadtteil von großstädtischer Bebauung über Eigenheimsiedlungen in den landwirtschaftlichen Raum der Magdeburger Börde über. Entlang der Bahnstrecke sind Industrie- und Gewerbebetriebe angesiedelt. Die von Nordosten nach Südwesten verlaufende Halberstädter Straße bildet das geschäftliche Zentrum des Stadtteils.

## Geschichte
Das heutige Sudenburger Gebiet war bis zum Beginn des 19. Jahrhunderts mit Feldern und Wiesen bedeckt, gab allerdings in Form eines Großsteingrabes Hinweise auf eine jungsteinzeitliche Besiedlung. Das erstmals 965 erwähnte Sudenburg lag unmittelbar vor den Toren Magdeburgs, dem heutigen südlichen Bereich der Magdeburger Altstadt. Der damals dem Magdeburger Erzbischof unterstehende Ort erhielt 1368 Stadtrecht. In der Folgezeit wirkte sich die Nähe zu Magdeburg negativ aus. Sowohl kriegsbedingte Zerstörungen und die ständige Ausdehnung der Festungsanlagen der erzbischöflichen Stadt führten dazu, dass Sudenburg immer weiter nach Süden wieder neu aufgebaut werden musste. So wurde Sudenburg während des Dreißigjährigen Krieges auf Befehl des schwedischen Stadtkommandanten von Falkenberg im April 1631 abgerissen, um Tillys Truppen unmittelbar vor der „Magdeburger Hochzeit“ aufzuhalten. Seit 1680 gehörte die damals noch selbstständige Stadt zum brandenburg-preußischen Herzogtum Magdeburg und lag im damaligen Holzkreis. Nach der Eroberung Magdeburgs durch Napoleon I. wurde die Festung noch weiter ausgebaut, und im Februar 1812 wurde Sudenburg aufgrund eines napoleonischen Dekrets erneut völlig abgebrochen, um freies Schussfeld für die Festung zu gewährleisten. Die Hauseigentümer wurden mit Grundstücken der säkularisierten Stifte entschädigt, die nun etwa zwei Kilometer von den Festungsanlagen entfernt waren. In einem System von sich rechtwinklig kreuzenden Straßen entstand eine neue ebenfalls wieder selbstständige Stadt, die während der französischen Herrschaft den Namen „Katharinenstadt“ führte. Das einzige aus dem alten Sudenburg erhalten gebliebene Haus in der heutigen Ackerstraße wurde 1810 zum neuen Sudenburger Rathaus umgebaut.
Nach dem Ende der Franzosenzeit konnte sich die Sudenburger Bevölkerung 1822 eine neue Kirche bauen, die sie – wie in ihrer alten Stadt – wieder dem Heiligen Ambrosius weihte. Der Kirchplatz wurde zum Zentrum der Stadt, die 1840 2805 Einwohner zählte. Zu Beginn der Industrialisierung in Deutschland ab Mitte des 19. Jahrhunderts siedelten sich hauptsächlich an der Straße nach Magdeburg auch in Sudenburg Industriebetriebe an. Die meisten verarbeiteten Zuckerrüben und andere landwirtschaftliche Erzeugnisse, daneben wurde eine Zigarren- und Tabakfabrik gegründet, die bis zu 300 Arbeiter beschäftigte. Die 1836 errichtete Zuckschwerdtsche Zuckerraffinerie konnte sich im Gegensatz zu den meisten anderen Betrieben bis in die DDR halten. Ab 1887 bestand im Stadtteil die Schokoladen- und Zuckerwarenfabrik Schondorff & Curio. An der Westseite der heutigen Aßmannstraße wurde 1859 in 86 Metern über NN ein Wasserhochbehälter zur Trinkwasserversorgung Magdeburgs gebaut. 1867 wurde Sudenburg als erster größerer Vorort nach Magdeburg eingemeindet. Den Bau der Eisenbahnstrecke nach Braunschweig 1872 nutzten weitere Betriebe, sich in deren Bereich niederzulassen. 1876 wurde als eine der ersten Magdeburger Pferdebahnlinien die Strecke Sudenburg–Altstadt in Betrieb genommen. Nachdem 1891 die baueinschränkenden Festungsbestimmungen aufgehoben wurden, entfaltete sich in Sudenburg eine rege Bautätigkeit vor allem in dem damals noch zum Stadtteil gehörenden Gebiet entlang der Leipziger Straße, sodass die Einwohnerzahl bis 1900 sprunghaft auf 31.000 anstieg. Im Bereich der Halberstädter Straße entstanden zahlreiche neue Häuser im Stil der Gründerzeit. 
Anfang des 20. Jahrhunderts wurde das Polizeigefängnis Sudenburg erbaut. In der NS-Zeit wurden dort u. a. politische Häftlinge brutal verhört, so Günther Wackernagel. Es wurde bis zu Schließung 2013 als Strafhaftanstalt genutzt.
Während der Bombenangriffe auf Magdeburg im Zweiten Weltkrieg blieb Sudenburg fast völlig verschont. Die Marienkirche erhielt allerdings im April 1945 einen schweren Bombentreffer.
Im Juni 1953 war Sudenburg Magdeburger Hauptschauplatz des Volksaufstandes. Während der Kämpfe um die in Sudenburg befindliche Polizeidirektion und das Gefängnis kamen die beiden Volkspolizisten Georg Gaidzik und Gerhard Händler ums Leben. Als in den 1970er Jahren das Ministerium für Staatssicherheit (MfS) ausgebaut wurde, entstand im Sudenburger Kroatenweg der durch eine Betonmauer und Wachtürme hermetisch abgeriegelte Komplex der Bezirksdirektion des MfS. Seit der Wende wird das Gelände von den Magdeburger Verkehrsbetrieben und Behörden genutzt. Auch eine Sporthalle befindet sich auf dem Gelände.
Nach der Wende folgte in Sudenburg erneut rege Bautätigkeit. Neben dem großen Wohngebiet Hansapark entstand im Südwesten die kleinere Goethesiedlung, die sich besonders durch hohe Grundstückspreise und Mieten auszeichnet. Außerdem entwickelte sich Sudenburg zu einem der bedeutendsten Industriestandorte Magdeburgs.

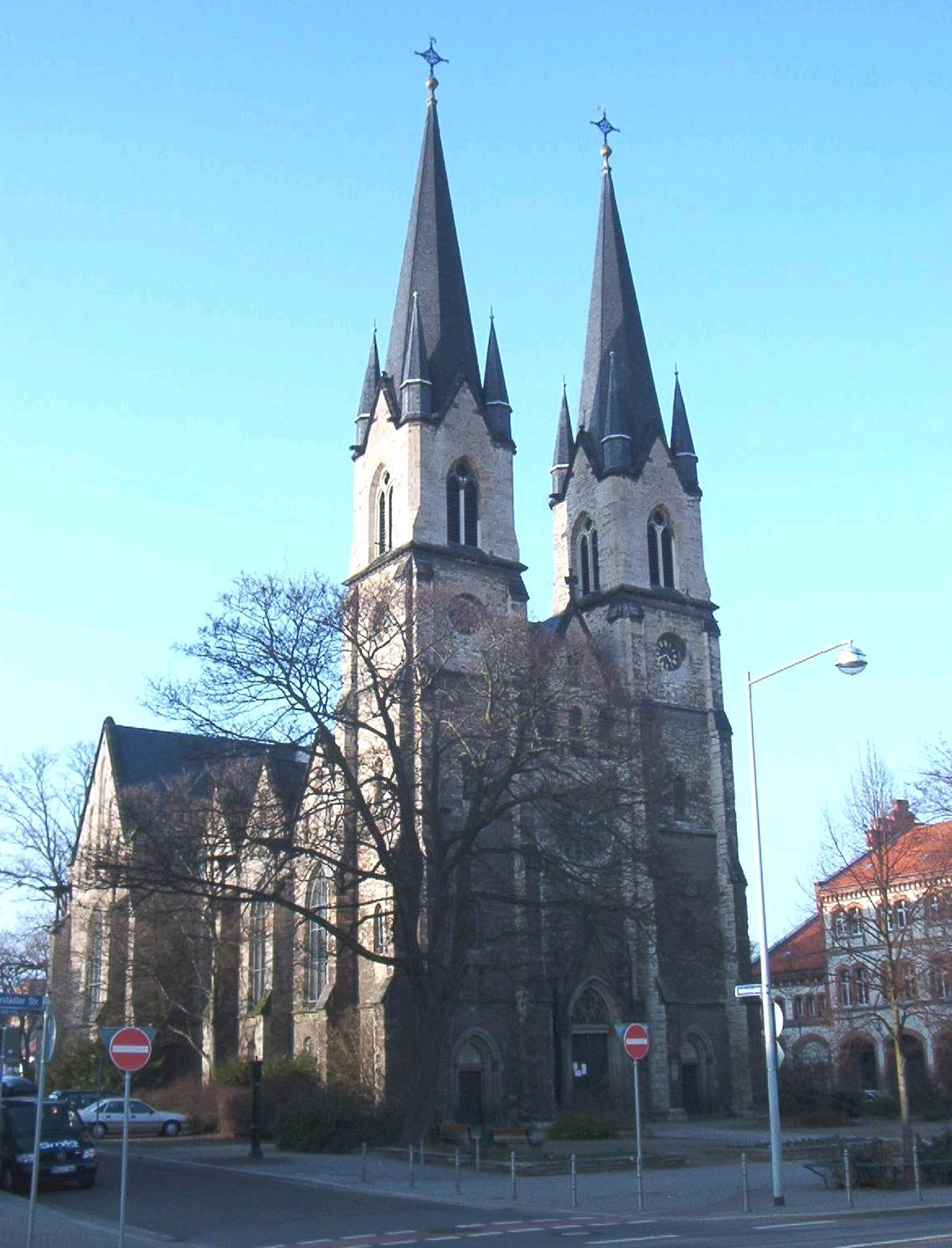
Ambrosiuskirche in Sudenburg

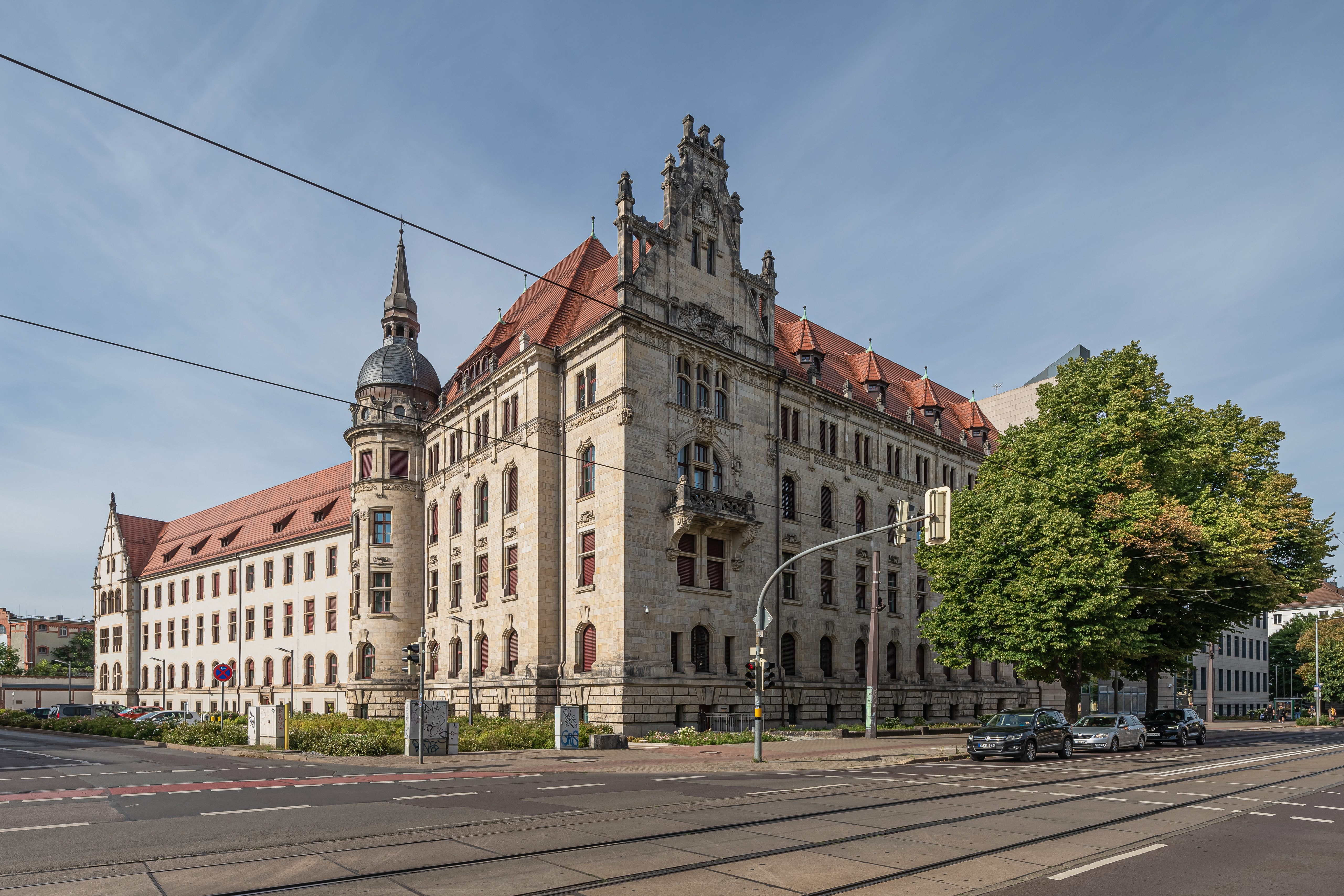
Landgericht Magdeburg

## Bedeutende Bauten und Anlagen
Die in Sudenburg vorhandenen Kulturdenkmale sind im örtlichen Denkmalverzeichnis aufgeführt.
Besonders bekannte Anlagen sind:
- evangelische St.-Ambrosius-Kirche auf dem Ambrosiusplatz
- katholische St.-Marien-Kirche
- Landgericht Magdeburg
- Heinrich-Germer-Stadion
- Parkanlage Schneidersgarten
- Grundschule Sudenburg
- Kulturzentrum Feuerwache Sudenburg
- Sekundarschule Johann-Wolfgang-von-Goethe

In Sudenburg befinden sich außerdem die Reste des zerstörten jungsteinzeitlichen Großsteingrabes Kroatenhügel.
Im Ort befinden sich der Alte und der Neue Sudenburger Friedhof.

## Bedeutende Personen
- Frank F. Braun (1895–1974), Krimiautor
- Johannes Benjamin Brennecke (1849–1931), sozial engagierter Gynäkologe, eröffnete 1880 in Sudenburg eine private Entbindungsklinik
- Hermann Brösel (1902–1984), Fotograf, geboren in Sudenburg
- Ernst Carl Helle (1794–1850), Unternehmer, betrieb im 19. Jahrhundert in Sudenburg eine Zuckerfabrik
- Carl Heyroth (1797–1881), Kaufmann, Lampenfabrik, Porzellanmalerei, Porzellanfabrik
- Johannes Hesekiel (1835–1918), evangelischer Theologe, veranlasste als Pfarrer an St. Ambrosius den Neubau der Ambrosiuskirche
- Johann Friedrich Wilhelm Koch (1759–1831), evangelischer Geistlicher und Botaniker
- Nomi Rubel (1910–1996), deutsch-amerikanische Schriftstellerin, Regisseurin und Theaterleiterin
- Ludwig Karl Eduard Schneider (1809–1889), Politiker und Botaniker